# Ifugao
Pour les peuples Ifugao, voir Igorot.
Ifugao est une province des Philippines située dans le centre de l'île de Luçon. Elle est célèbre pour les rizières en terrasses des cordillères des Philippines qui montrent depuis 2000 ans une architecture du paysage, un art des jardins en terrasses, des jardins d'eau, et sont inscrites au patrimoine mondial UNESCO .

## Villes et municipalités

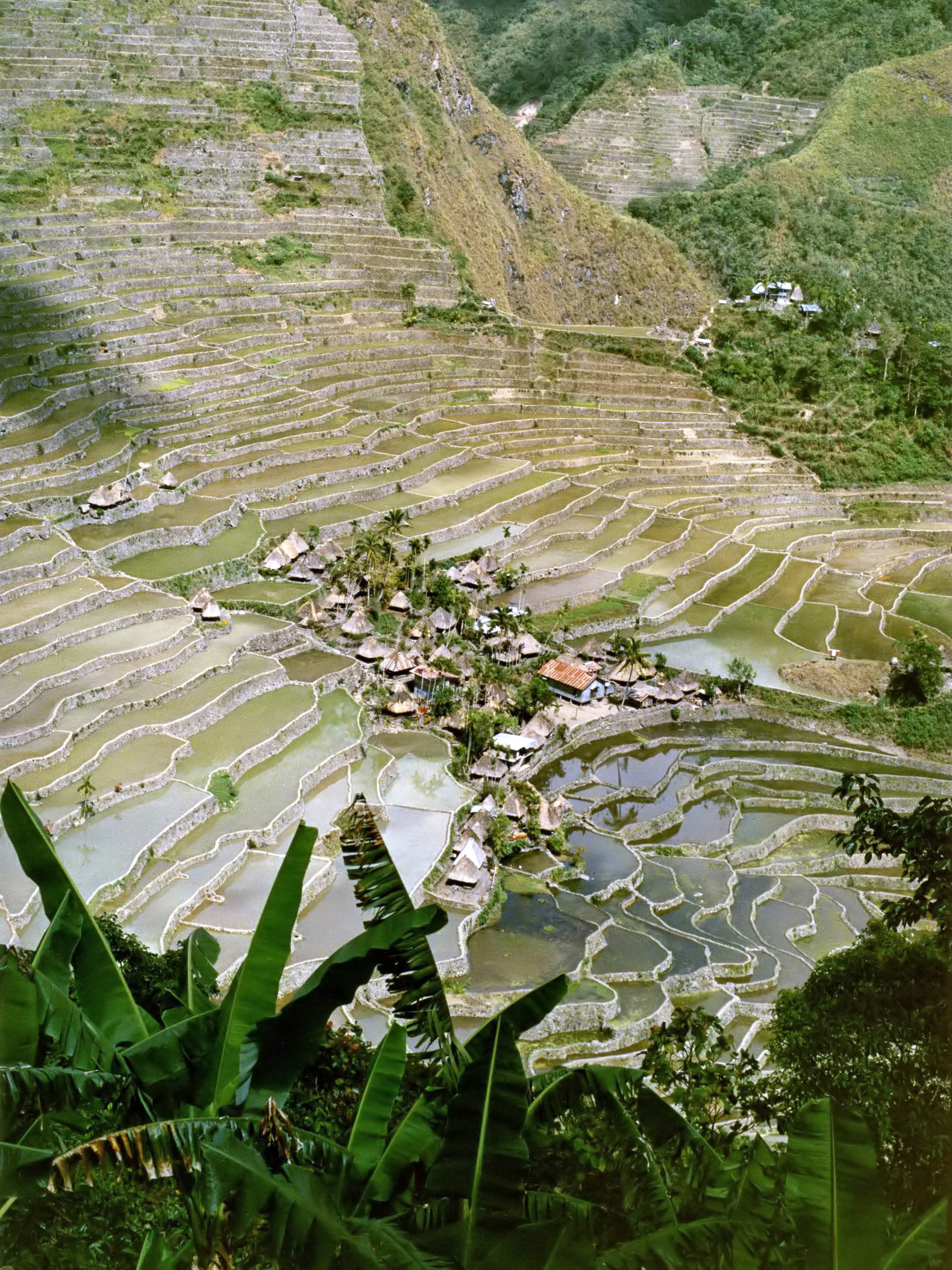
Cultures en terrasses près de Batad, dans la municipalité de Banaue.

Municipalités
- Aguinaldo
- Alfonso Lista
- Asipulo
- Banaue
- Hingyon
- Hungduan
- Kiangan
- Lagawe
- Lamut
- Mayoyao
- Tinoc